# Клео од 5 до 7
Клео од 5 до 7 (франц. Cléo de 5 à 7) је француски филм из 1962. године, који је написала и режирала Ањес Варда.
Прича почиње са младом певачицом Флоренс "Клео" Викторија, у 17 часова 21. јуна, док чека до 18.30 да чује резултате медицинског теста који ће можда потврдити дијагнозу рака. Филм је познат по томе што обрађује неколико тема егзистенцијализма, укључујући расправе о смртности, идеји очаја и вођењу смисленог живота. Филм има снажно женско гледиште које припада француском феминизму и поставља питања о томе како се жене перципирају, посебно у француском друштву. Огледала се често појављују да симболизују опсесију собом, коју Клео оличава.
Критичари га сматрају ремек-делом које приказује дух времена у Паризу 60-их година, чак занимљивији и концептуално елегантнији од филма Жак-Лик Годара До последњег даха.

## Радња
Док се радња филма одвија у Француској, далеко од алжирског фронта, утицај Алжирског рата за независност је и даље јак. Рат је у великој мери утицао на Француску током 1950-их и 1960-их, где су захтеви за деколонизацијом били најјачи. Војник кога Клео упознаје пред крај филма, Антоан, је на привременом одсуству због борби у Алжиру. Антоан се такође надограђује на тему егзистенцијализма коју филм преноси, својим тврдњама да људи у Алжиру гину узалуд. Постоје и протести на улици на које Клео наилази док се таксијем враћа кући.
Клео од 5 до 7 отелотворује стереотипе којима мушкарци подвргавају жене и њихову опресивност. Клео се често жали да је нико не схвата озбиљно пошто је жена, и да мушкарци мисле да глуми своју болест да би се на њу обратила пажња. Чини се да се и она слаже са овим стереотипима, као што су многе жене у Француској радиле, говорећи себи да је у суштини лепота све, говорећи „све док сам лепа, жива сам“.
Почевши од 1940-их, француском интелектуалном сценом је доминирао егзистенцијализам, покрет у филозофији који ће у великој мери утицати на уметност у Француској све до 1960-их. Клео од 5 до 7 је углавном егзистенцијални филм, што се тиче целог филма, Клео се бори са својим постојањем и потенцијалом суочавања са својом смртношћу. Предстојећи резултати њеног медицинског прегледа и сама могућност да јој се дијагностификује рак оставља Клео отворену за егзистенцијални ум у коме је свесна сопствене смртности. Даље, при сусрету са Антоаном, војник говори о погибији у Алжирском рату, и да умиру узалуд и без сврхе, додатно се позивајући на егзистенцијалну филозофију.